# Giuseppe Rocco Favale
Giuseppe Rocco Favale (* 11. Juli 1935 in Irsina; † 29. Juni 2018 in Gravina in Puglia) war ein italienischer Geistlicher und römisch-katholischer Bischof von Vallo della Lucania.

## Leben
Giuseppe Rocco Favale studierte Philosophie und Theologie am Seminar in Molfetta und empfing am 15. Juli 1962 die Priesterweihe. Nach seelsorgerischer Tätigkeit wurde er Subregens, später Regens des Seminars in Molfetta.
Papst Johannes Paul II. ernannte ihn am 4. März 1989 zum Bischof von Vallo della Lucania. Der Erzbischof von Neapel, Michele Kardinal Giordano, spendete ihm am 1. Mai desselben Jahres die Bischofsweihe; Mitkonsekratoren waren Giuseppe Vairo, Erzbischof von Potenza-Muro Lucano-Marsico Nuovo, und Ennio Appignanesi, Erzbischof von Matera-Irsina.
Am 7. Mai 2011 nahm Papst Benedikt XVI. seinen altersbedingten Rücktritt an.